# National People’s Party (Gambia)
Die National People’s Party (NPP) (deutsch Nationale Volkspartei) ist eine gambische politische Partei unter der Führung des amtierenden Präsidenten von Gambia, Adama Barrow. Der Wahlspruch der Partei lautet: englisch „Peace, Progress and Unity“ = „Frieden, Fortschritt und Einheit“.

## History
Die National People’s Party (NPP) wurde am 31. Dezember 2019 von Adama Barrow inmitten interner Unruhen innerhalb der Coalition 2016 gegründet. Die Beziehungen zwischen Barrow und seiner ehemaligen Partei, der United Democratic Party (UDP), hatten sich verschlechtert. Im Jahr 2019 entließ Barrow den UDP-Parteichef Ousainou Darboe aufgrund von Meinungsverschiedenheiten als seinen Vizepräsidenten. Darboe weigerte sich, Barrows Wiederwahlkampf für die Wahl 2021 zu unterstützen, sondern startete stattdessen seinen eigenen.
Dou Sano, ein Berater des Präsidenten, sagte der Presse, dass die „National People’s Party für alle Gambier da ist, sie ist hier, um die Tränen der Gambier abzuwischen, indem sie die Probleme der Gambier löst.“ Die Reaktion auf die Gründung der Partei war unterschiedlich. Viele Unterstützer von Barrow haben kommentiert, dass Barrow rechtlich jedes Recht hatte, eine Partei zu gründen und sich zur Wahl zu stellen, während andere argumentierten, dass dies ein Verrat an der Agenda der Coalition 2016 sei. Befürworter der letztgenannten Ansicht haben protestiert und insbesondere darauf hingewiesen, dass der Barrow versprochen hatte, nicht länger als drei Jahre im Amt zu bleiben.
Im Jahr 2021 gewann Präsident Barrow schließlich die Wiederwahl. Bei den Parlamentswahlen 2022 gewann die NPP die meisten Sitze. Anschließend bildete sie eine Koalition mit der National Reconciliation Party (NRP) und, umstritten, der Alliance for Patriotic Reorientation and Construction (APRC).

## Parteiführung
Die NPP wurde am 31. Dezember 2019 bei der Independent Electoral Commission registriert. Barrow ist sowohl Parteivorsitzender als auch Generalsekretär.

## Wahlergebnisse
| \| Wahlergebnisse \| Wahlergebnisse \| Wahlergebnisse \| Wahlergebnisse \| Wahlergebnisse \| \| Wahl \| Jahr \| Stimmenanzahl \| Stimmenanteil \| Sitze oder Präsidentschaftskandidat \| \| --------------- \| -------------- \| -------------- \| -------------- \| ----------------------------------- \| \| Präsidentschaft \| 2021 \| 457.519 \| 53,23 % \| Adama Barrow \| \| Parlament \| 2022 \| 143.826 \| 29,19 % \| 18 von 53 \| | Stimmanteile (in %) 50% 40% 30% 20% 10% 0% 2122 |               |               |                                     |
| Wahlergebnisse |                                                 |               |               |                                     |
| Wahl | Jahr                                            | Stimmenanzahl | Stimmenanteil | Sitze oder Präsidentschaftskandidat |
| Präsidentschaft | 2021                                            | 457.519       | 53,23 %       | Adama Barrow                        |
| Parlament | 2022                                            | 143.826       | 29,19 %       | 18 von 53                           |